# Tchami
Martin Bresso, mer känd som sitt artistnamn Tchami är en future house-producent från Paris, Frankrike. 
Tillsammans med producenten Oliver Heldens anses Tchami ha grundat EDM-genren future house 2013. Detta började med att Tchami lade ut en hashtag på hans Soundcloud med titeln "futurehouse".  

## Diskografi

### Singlar
- 2014 - Untrue
- 2014 - Shot Caller
- 2015 - Promesses
- 2015 - Move your body
- 2015 - After Life
- 2015 - Missing You
- 2016 - Prophecy
- 2017 - Adieu
- 2017 - World to me
- 2017 - Summer 99
- 2017 - The Sermon
- 2018 - Kurupt
- 2018 - My Place
- 2018 - Aurra / Shades
- 2019 - Omega
- 2019 - Rainforest

### EP
- 2015 - After Life [1]
- 2017 - Revelations
- 2018 - No Redemption